# John Lorimer

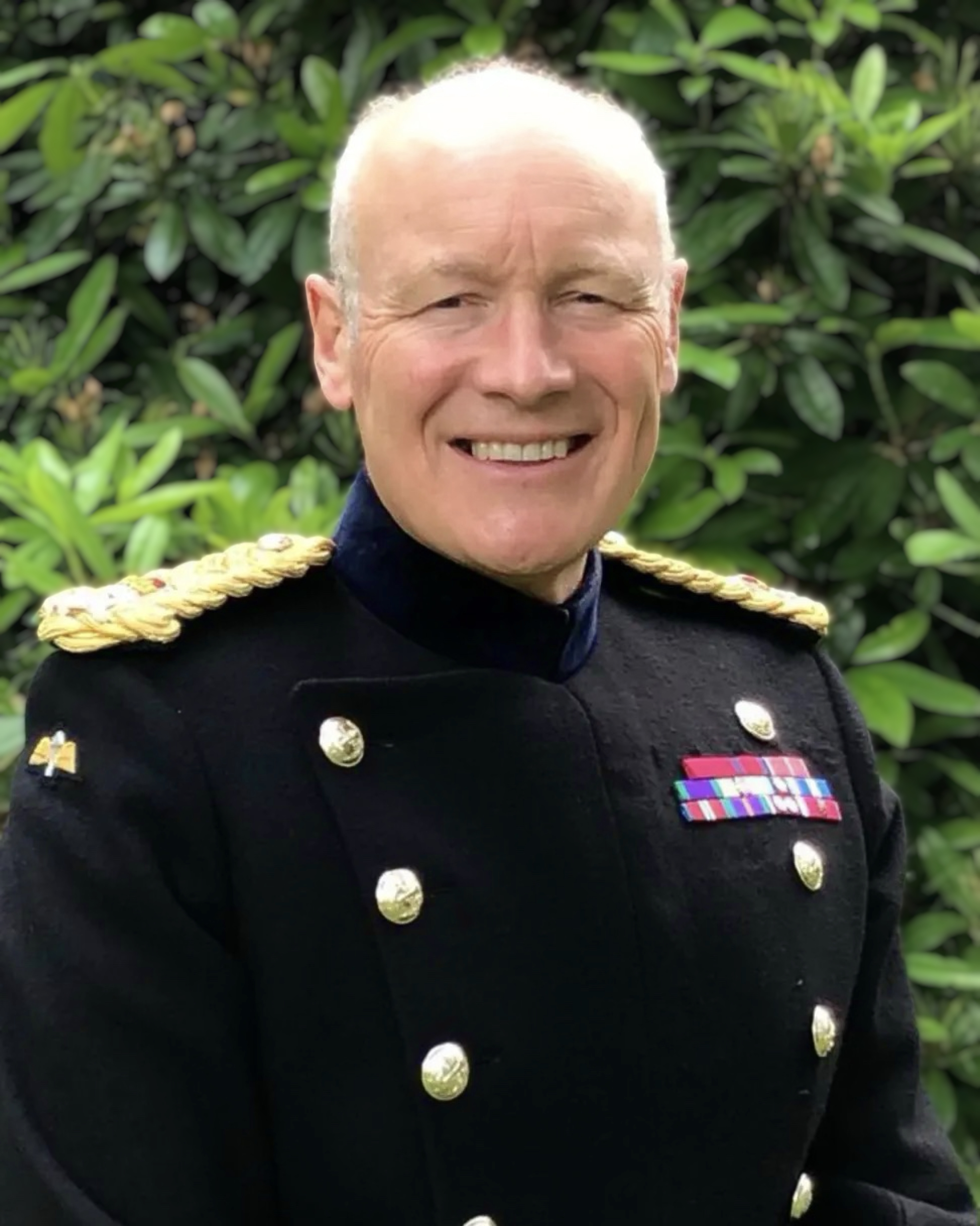
John Lorimer, 2021

Sir John Gordon Lorimer, KCB, DSO, MBE (* 1962 in Großbritannien) ist ein hochrangiger britischer Generalleutnant der British Army im Ruhestand, der als Verteidigungsberater für den Nahen Osten und Nordafrika diente. Er wurde am 29. September 2021 zum Vizegouverneur der Isle of Man ernannt.

## Leben
John Gordon Lorimer wurde 1962 als der Sohn von Lieutenant Colonel Gordon Lorimer geboren. Von 1976 bis 1981 besuchte er das Marlborough College, eine unabhängige Schule in Marlborough, Wiltshire. Er studierte Arabistik und Islamwissenschaft am Pembroke College, Cambridge.

## Militärische Laufbahn
Lorimer trat 1981 der British Army als Soldat ein. Er wurde am 11. Dezember 1982 in das Parachute Regiment (Fallschirmregiment) aufgenommen. Er wurde am 11. Dezember 1984 zum Leutnant, am 11. Dezember 1988 zum Hauptmann und am 30. September 1994 zum Major befördert. Nachdem er in Nordirland gedient hatte, wurde er am 30. Juni 1999 zum Oberstleutnant befördert und befehligte von 2000 bis 2003 das 3. Bataillon, das Fallschirmregiment, einschließlich operativer Einsätze in Nordirland und im Irak.
Lorimer wurde am 30. Juni 2003 zum Oberst befördert. Anschließend wurde er im Juni 2005 zum Kommandeur der 12. Mechanisierten Brigade ernannt und trat später in dem Jahr seiner Brigade im Irak bei. Im September 2005 befehligte Lorimer eine Operation, bei der zwei Soldaten der Special Forces befreit wurden, die in einer Polizeiwache in Basra als Geiseln festgehalten wurden. Am 31. Dezember 2005 zum Brigadier befördert und er wurde im April 2007 als Kommandeur der Task Force Helmand nach Afghanistan entsandt.
Am 23. November 2010 zum Generalmajor befördert, wurde Lorimer zum Chief of the Defense Staff’s Strategic Communications Officer und zum operativen Sprecher des Verteidigungsministeriums ernannt. Am 6. Juni 2011 wurde er zum General Officer Commanding 3rd (UK) Mechanized Division ernannt. Am 9. Juli 2013 wurde Larimer zum Generalleutnant befördert, er wurde zum stellvertretenden Kommandeur der International Security Assistance Force (ISAF) ernannt und übernahm die Nachfolge von Generalleutnant Nick Carter.
Lorimer übergab seine Aufgaben als stellvertretender ISAF-Kommandant im Juni 2014 an Generalleutnant Carsten Jacobson und wurde im Oktober 2014 Chief of Joint Operations. Im Januar 2016 listete die Zeitung The Times Lorimer unter den 500 einflussreichsten Vorbildern Großbritanniens auf.
Lorimer übernahm im Januar 2018 das Amt des Verteidigungsberaters für den Nahen Osten, bevor er die Rolle im Februar 2021 übergab.

## Vizegouverneur der Isle of Man
Im Juli 2021 wurde bekannt gegeben, dass Lorimer als Nachfolger von Sir Richard Gozney der nächste Vizegouverneur der Isle of Man sein wird. Er wurde als 31. Vizegouverneur während einer Zeremonie am 29. September 2021 in Castle Rushen in Castletown, Isle of Man, vereidigt.